# 建安区
建安区是中华人民共和国河南省许昌市下属的一个市辖区。2017年2月5日，许昌县正式撤销，设立建安区。面积1002平方公里，总人口57.86万人。区政府驻新元大道與老107國道交匯處。区名得名于东汉末代皇帝汉献帝刘协的年号——建安。

## 行政区划
建安区下辖4个街道办事处、7个镇、6个乡、1个民族乡：
许由街道、新元街道、邓庄街道、长村张街道、将官池镇、五女店镇、尚集镇、苏桥镇、蒋李集镇、张潘镇、灵井镇、陈曹乡、小召乡、河街乡、桂村乡、椹涧乡、榆林乡和艾庄回族乡。

## 人口
根据(河南省)许昌市第七次全国人口普查公报显示：常住人口为578598人。

## 特产
- 许昌腐竹：中国地理标志产品
- 许昌卷煙：帝豪是许昌捲煙总厂的捲煙产品品牌
- 许昌假发：瑞贝卡是享誉全球多年的时尚假发品牌